# 西帕里斯 (緬因州)
西帕里斯（英語：West Paris）是一個位於美國緬因州牛津縣的鎮。

## 人口
根據2020年美國人口普查的數據，西帕里斯的面積為63.20平方千米，當中陸地面積為62.80平方千米，而水域面積為0.40平方千米。當地共有人口1766人，而人口密度為每平方千米28人。